# Brawn GP
Brawn GP Formula One Team foi um construtor e equipe de Fórmula 1, criada no dia 6 de março de 2009, por meio de uma aquisição da Honda Racing F1 Team liderada por Ross Brawn (antigo chefe de equipe da Honda na Fórmula), depois que a Honda anunciou sua retirada da categoria no final de 2008.
A Brawn GP foi a equipe de crescimento mais meteórico na história da Fórmula 1, sendo que na sua primeira e única temporada, alcançou o título de pilotos e o mundial de construtores. Teve como seus pilotos: Jenson Button (Campeão Mundial de Fórmula 1 de 2009) e Rubens Barrichello. Todo o seu sucesso foi creditado a Ross Brawn, conseguindo levar uma equipe falida como a Honda F1, a equipe com o melhor aproveitamento em corridas da história da categoria, superior a 75% dos pontos disputados.
Em 16 de novembro de 2009, foi confirmado que o fornecedor de motores da equipe, a Mercedes-Benz, em parceria com a Aabar Investments havia comprado uma participação de 75,1% na Brawn GP, que foi renomeada para Mercedes GP para a temporada de 2010.

## História

### O início da Brawn GP
Afetada pela crise econômica mundial, a Honda anunciou, no dia 5 de dezembro de 2008, sua retirada da Fórmula 1, deixando o espólio da equipe à venda. No dia 6 de março de 2009, através de um sistema chamado management buyout, Ross Brawn adquiriu o que restou da equipe, fundando então a Brawn GP.

### A temporada de 2009

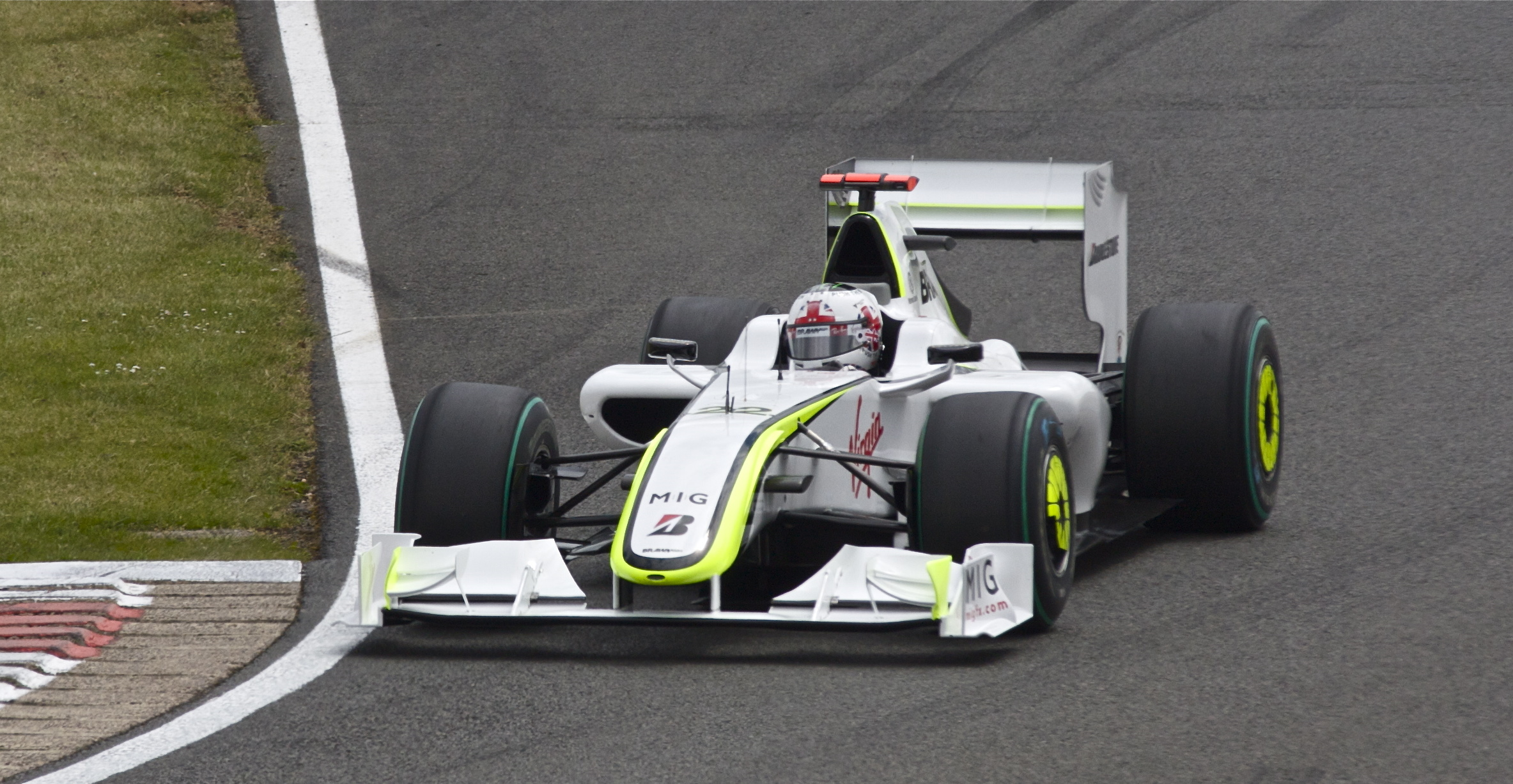
Jenson Button, no Grande Prêmio da Grã-Bretanha de 2009.

A primeira corrida da equipe foi em Melbourne, no Grande Prêmio da Austrália, realizado no dia 29 de março de 2009. A estreia foi de muito sucesso: foi apenas a terceira vez na história que a Fórmula 1 viu uma equipe estreante levar seus dois pilotos aos dois lugares mais altos do pódio (o que não acontecia desde a Mercedes no Grande Prêmio da França de 1954), além de terem feito dobradinha no grid de largada. O chefe e dono, Ross Brawn, demonstrou ter um carro competitivo no início da temporada, levando Button a conquistar seis vitórias em sete provas, o que rendeu os títulos de pilotos ao inglês e o de construtores para a equipe, junto com outras duas vitórias conquistadas por Barrichello na segunda metade da temporada de 2009 da Fórmula 1, quando a Brawn já não detinha o melhor carro, tendo sido sistematicamente superada pela Red Bull Racing.

### Venda e formação da Mercedes GP
Em 16 de novembro de 2009, foi confirmado que a fornecedora de motores da equipe, a montadora alemã Mercedes-Benz, em parceria com a Aabar Investments havia comprado uma participação de 75,1% na Brawn GP (Mercedes: 45,1%; Aabar: 30%), que foi renomeada Mercedes GP para a temporada de 2010.

## Pilotos
A Brawn GP contava com a mesma dupla de pilotos que a Honda vinha contando desde a temporada de 2006: Rubens Barrichello e Jenson Button. Os pilotos de teste eram Alexander Wurz e Anthony Davidson. Wurz foi piloto de testes da Honda e foi mantido naquele ano. Já Davidson participou dos últimos GPs da Super Aguri, ao lado do japonês Takuma Sato.

## O carro

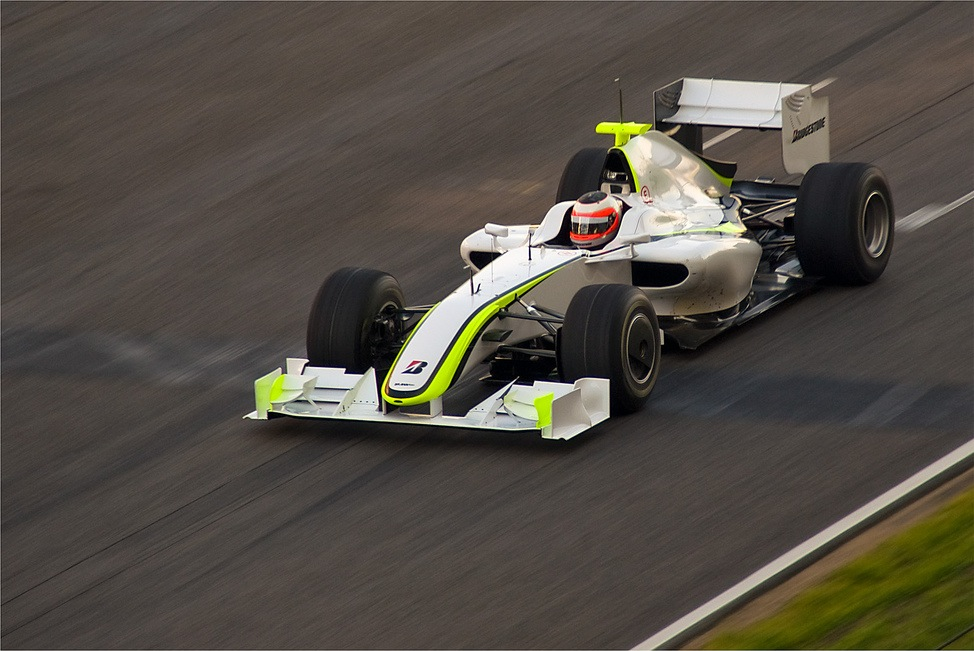
O Brawn BGP 001 de Rubens Barrichello, durante um teste no Circuito da Catalunha.

O modelo BGP 001 utilizado na temporada de 2009 foi montado a partir do chassi do Honda RA109, que seria usado pela equipe Honda na temporada. O carro fez com que Barrichello quebrasse o recorde do Circuito da Catalunha, durante os testes. Isso já foi o suficiente para que levantassem suspeitas que a equipe tinha o difusor utilizado de forma irregular no carro (essa mesma denúncia foi atribuída a Williams e Toyota), entretanto um delegado da FIA atestou que os difusores das três equipes estavam legais. Com a manifestação rejeitada pela FIA, as equipes decidiram apelar da decisão. A apelação foi examinada e recusada entre as corridas da Malásia e da China, pela Corte de Apelação da FIA (no dia 15 de abril de 2009).

## Campeões Mundiais
| Campeonato | Pilotos       | Temporada |
| ---------- | ------------- | --------- |
| 1          | Jenson Button | 2009      |

## Resultados da equipe na temporada de 2009
| Pos | Piloto             | Carro | AUS | MAL½ | CHN | BAR | ESP | MON | TUR | GBR | ALE | HUN | EUR | BEL | ITA | SIN | JAP | BRA | ABU | Pts | Pts da Equipe |
| --- | ------------------ | ----- | --- | ---- | --- | --- | --- | --- | --- | --- | --- | --- | --- | --- | --- | --- | --- | --- | --- | --- | ------------- |
| 1   | Jenson Button      | 22    | 1   | 1    | 3   | 1   | 1   | 1   | 1   | 6   | 5   | 7   | 7   | Ret | 2   | 5   | 8   | 5*  | 3   | 95  | 172           |
| 3   | Rubens Barrichello | 23    | 2   | 5    | 4   | 5   | 2   | 2   | Ret | 3   | 6   | 10  | 1   | 7   | 1   | 6   | 7   | 8   | 4   | 77  | 172           |

Negrito = Pole position.
Itálico = Melhor volta da prova.
Ret = Não completou a prova.
½ = Foi dada a metade dos pontos. A corrida foi interrompida pelo mau tempo.
* = Campeão